# Podul Sîzran

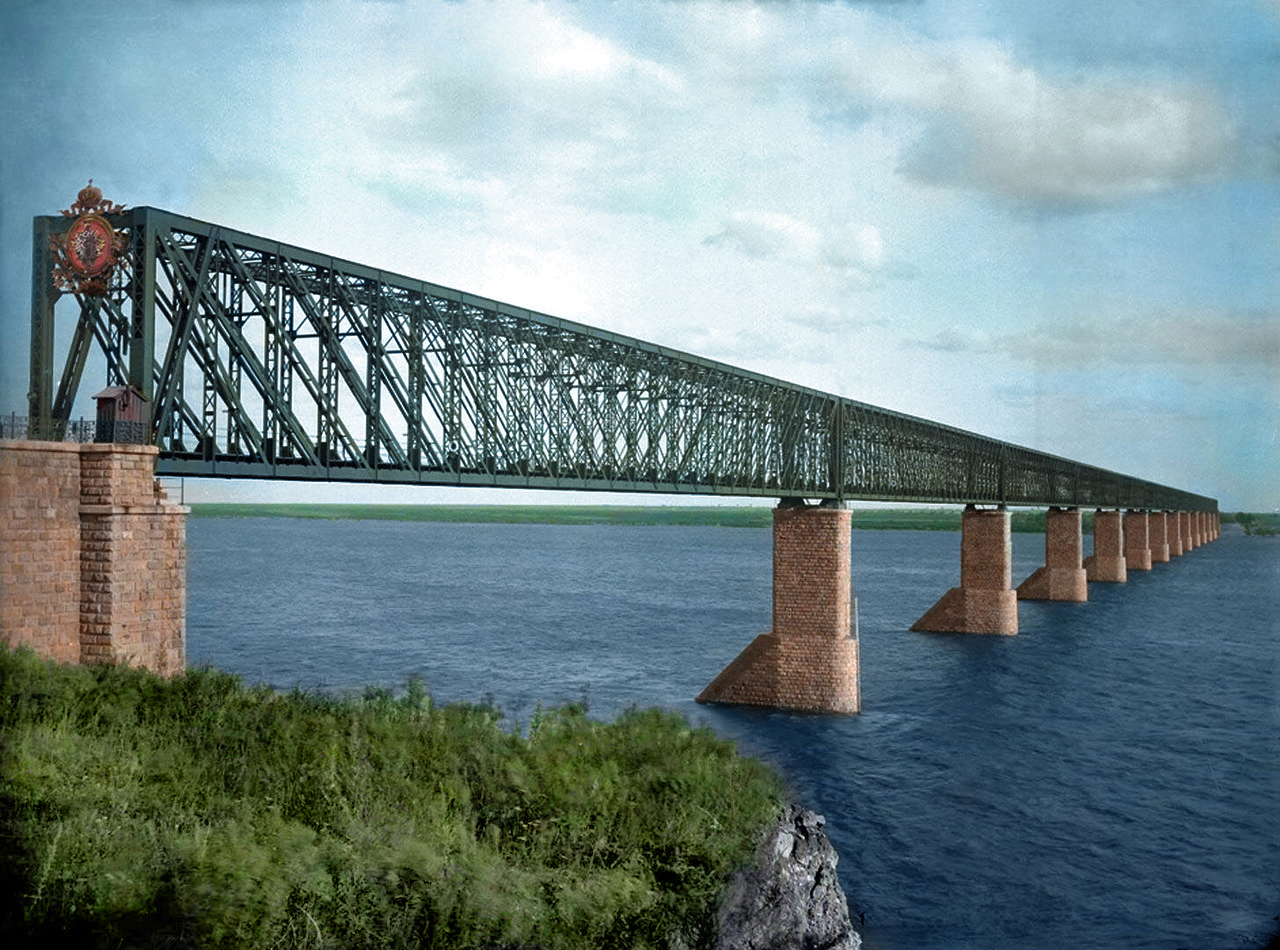
Podul de cale ferată Alexandru. Deschis pentru trafic la 30 august 1880.

Podul Sîzran (în rusă Сызранский мост) sau Podul Alexandru (în rusă Александровский мост) este un pod de cale ferată peste râul Volga, regiunea Samara, lângă Sîzran, care a fost proiectat de Nikolai Beleliubski și Konstantin Mihailovski. A fost primul pod feroviar peste Volga, în zona sa inferioară, între orașul Oktiabrsk (malul drept) și satul Obșarovka (malul stâng) și a fost inaugurat la 30 august 1880 ca parte a căii ferate Moscova - Sîzran - Samara. Prima sa denumire a fost Podul Alexandru, dar în perioada sovietică a fost redenumit Podul Sîzran, în prezent sunt folosite ambele denumiri.

## Istorie
Înainte de construcția podului  traversarea s-a făcut cu feribotul. Construcția podului a început la 17 august 1876. Lucrând la acest proiect de pod, Nikolai Beleliubski a dezvoltat o metodă de analiză a deschiderilor căilor navigabile pentru poduri mari, analiză care a ajuns să fie cunoscută mai târziu pe scară largă. La lucrările de construcție au participat aproximativ 2.500 de oameni, a fost nevoie de peste 10 mii de metri cubi de zidărie și aproximativ 6,5 tone de fier și, cel mai important, Beleliubski a obținut personal fier din Belgia, cerând îmbunătățirea calității acestuia. Construcția a costat 7 milioane de ruble la prețurile de atunci. A fost inaugurat de ministrul transporturilor Konstantin Posiet în 1880 ca parte a căii ferate  Moscova - (Volga) Samara (Zlatoust). Primul tren a traversat podul la 30 august 1880.
Suprastructura podului are 13 deschideri (grinzi cu zăbrele), fiecare cu 107 metri lungime. A continuat să fie cel mai lung pod din Europa o lungă perioadă de timp, cu o lungime totală de 1483 de metri.
Inițial, podul a fost numit Alexandru pentru a comemora 25 de ani de la domnia lui Alexandru al II-lea al Rusiei. După Revoluția din Octombrie, podul a fost redenumit ca Sîzran.
În 1918, în timpul războiului civil rus, două deschideri ale podului au fost aruncate în aer de trupele în retragere ale armatei antibolșevice  (în rusă: Народная армия КОМУЧа), dar acestea au fost repede refăcute.
După căderea Uniunii Sovietice, podul a primit înapoi vechiul său nume, dar cel „nou” a rămas în continuare. Astfel, podul are două nume (Alexandru și Sîzran).
În 1949, a fost acceptată propunerea privind crearea unei a doua linii de cale ferată pe pod, iar construcția acesteia a fost finalizată în 1957.
În 1980, tancul petrolier Volgoneft 268 s-a prăbușit pe pod, dar avariile nu s-au dovedit prea grave.

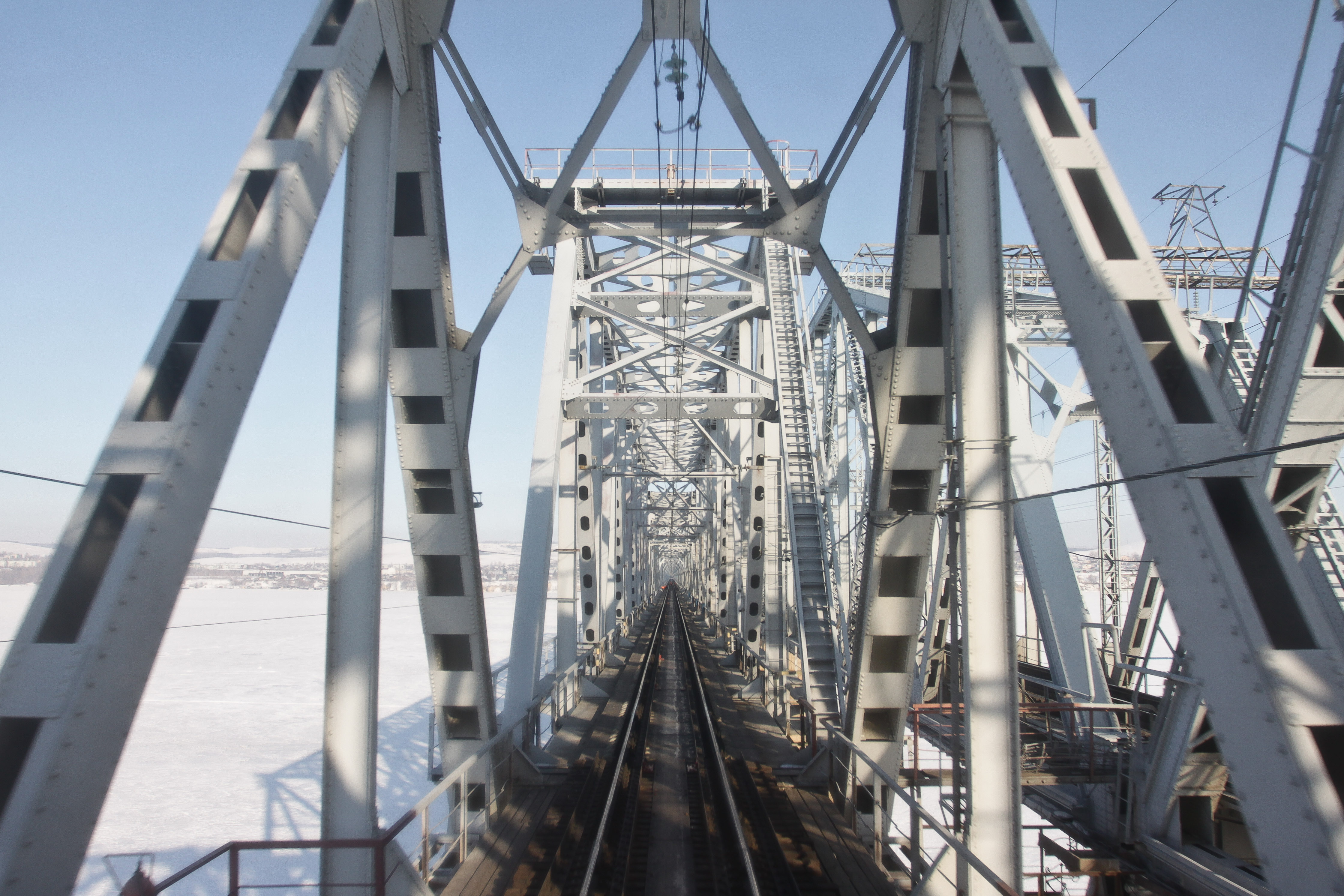
Podul în 2012

În 2004, o renovare totală a podului a fost finalizată, perioadă în care deschiderile originale au fost înlocuite cu altele noi.
La 27 august 2010, în apropierea podului a fost dezvelită o stelă memorială cu ocazia aniversării a 130 de ani de la deschiderea traficului pe pod.